# بیمارستان علوی (شیراز)
بیمارستان علوی واقع در استان فارس، شهرستان شیراز بیمارستانی است خصوصی و درمانی با ظرفیت ۶۹ تخت ثابت که در سال ۱۳۴۱ خورشیدی تأسیس گردید.
هم‌اکنون این بیمارستان دارای اتاق عمل، اورژانس، NICU، جراحی زنان و زایمان، جراحی عمومی، جراحی مغز و اعصاب، ارتوپدی، ارولوژی، جراحی فک و صورت، ENT، اطفال، داخلی، CCU و دیگر واحدهای پاراکلینیکی و درمانگاهی می‌باشد.
بنیان‌گذار این بیمارستان سید محمد حسین علوی می‌باشد. علوی در محله آهنگران کازرون و در خانواده ای که نسل در نسل طبیب بوده‌اند دیده به جهان گشود.